# Filadelfo di Bisanzio
Filadelfo (in greco Φιλάδελφος, trasl. Philadelphos; II secolo – III secolo) è stato un vescovo greco antico con cittadinanza romana, titolare della sede di Bisanzio tra il 211 e il 217 (o 214).
È noto per essere stato il primo vescovo di Bisanzio dopo una pausa di otto anni, durante la persecuzione dei cristiani del Settimo Severo, in cui la sede episcopale di Bisanzio era nelle mani di un sacerdote. Regnò per sei anni.